# Молекулярний іон
Молекулярний іон (рос. молекулярный ион, англ. molecular ion) — у мас-спектрометрії — іон, утворений під дією електронного пучка вилученням з молекули чи приєднанням до неї одного чи більше електронів без її фрагментації.

## Молекулярний катіон
Іон утворений вилученням з молекули одного чи більше електронів без її фрагментації.

## Молекулярний аніон
Іон, що утворений приєднанням до молекули одного чи більше електронів без її фрагментації.

## Астрофізика
Астрофізики довели наявність молекулярних іонів HeH+ в космічному просторі. Теорія передбачає, що ця сполука була першим пов'язаним станом атомів у Всесвіті.
У серпні 2023 року, співробітники Національного центру наукових досліджень, що базується в Тулузі (Франція), за допомогою космічного телескопу Джеймса Вебба в протопланетному диску зірки d203-506 Великої туманності Оріона. А саме, було знайдено метиловий карбокатіон з хімічною формулою CH3+, який є молекулярним іоном та вважається основним будівельним блоком життя.